# Mount Bougainville
Der Mount Bougainville (in der deutschen Kolonialzeit Bougainvilleberg) ist ein Berg im äußersten Westen der zu Papua-Neuguinea gehörenden Provinz Sandaun. Der Berg liegt somit im unmittelbaren Grenzgebiet zum indonesischen Teil Neuguineas.
Wie auch die benachbarte Bougainville Bay wurde der Berg nach Louis Antoine de Bougainville benannt, als der französische Seefahrer und Entdecker Dumont d’Urville im August 1827 an der Küste entlangsegelte.
Während der deutschen Kolonialzeit wurde die Höhe noch mit 1206 Metern angegeben.